# Plittersdorf (Rastatt)
Plittersdorf ist der älteste und mit 3080 Einwohnern (Stand 31. Dezember 2012) größte Stadtteil von Rastatt. Es liegt im mittelbadischen Teil der Oberrheinebene zwischen dem Rhein und der Großen Kreisstadt Rastatt, zu der es seit 1972 gehört. In der unmittelbaren Nachbarschaft liegen die Dörfer Ottersdorf und Steinmauern.
Zusammen mit Ottersdorf und Wintersdorf bildet Plittersdorf das sogenannte Ried. Plittersdorf liegt im Tiefgestade westlich der Kernstadt Rastatt direkt an einem alten Seitenarm des Rheins und nur knapp einen Kilometer vom Strom entfernt. Die dortige Schiffsanlegestelle Rastatt, die Fährverbindung (nach Frankreich) und der angrenzende PAMINA-Rheinpark sind beliebte Ausflugsziele.

## Geschichte
Plittersdorf ist der älteste Ort im Landkreis Rastatt. Erstmals urkundlich erwähnt wurde es 730/31 auf einer Urkunde des Klosters Weißenburg, heute Wissembourg (Elsass), als „Plitharesdophe“. Im Jahr 777 wurde es als „Blithario villa“ bezeichnet. Auch der Name „Villae Blidersdorf“ ist aus dieser Zeit erhalten. Das Wort „villa“ kann als Nachweis dafür gesehen werden, dass es sich schon um eine größere Siedlung handelte. 
Zu jener Zeit lag das Dorf auf der linken Rheinseite und wurde der Pfarrgemeinde in Seltz zugeordnet. Der Verlauf des Rheins veränderte sich immer wieder. So lag Plittersdorf zusammen mit den anderen Riedorten von 1310 bis 1464 auf einer Rheininsel. Da dies bedeutete, dass Kirchgang, Meldungen von Geburten und Hochzeiten nur durch Überquerung des Rheins getätigt werden konnte, wurde Ottersdorf im Jahr 1371 von Papst Gregor XI. zu einer selbständigen Pfarrei erhoben. Plittersdorf wurde ein Teil dieser Gemeinde. 1388 wurde Plittersdorf zum Besitz der Grafen von Eberstein. 1780 wurde Plittersdorf zu einer eigenen Pfarrei und die dortige Kapelle zu einer Pfarrkirche. Der wechselnde Lauf des Rheins erschwerte das Leben der Bevölkerung. Nicht nur bedeutete dies eine Schwierigkeit für die Landwirtschaft. Auch Grenzlinien und die Gemarkung verschoben sich immer wieder, was Streitigkeiten nach sich zog. 1796 musste die Kirche wegen eines Hochwassers abgebrochen werden. Eine Notkirche wurde in der Zehntscheuer eingerichtet. 1798 wurde auch das Schulhaus vom Hochwasser zerstört. 1804 berichtete ein Ingenieur Vierordt, dass das „Raukehlzugemäch“ fertiggestellt sei und somit dem Ort keine Gefahr mehr durch das Wasser drohe. Jedoch mussten schon 1806 infolge eines Hochwassers zwölf Häuser und das Pfarrhaus abgerissen und weiter landeinwärts neu aufgebaut werden. Auch in den Jahren 1807, 1808 und 1810 war Plittersdorf schwer vom Hochwasser betroffen. Hiernach standen im alten Dorf nur noch zehn Häuser. Ein Ingenieur Ludwig schlug die Befestigung mit Steinen vor. Dies wurde durchgeführt, aber auch 1815 wurden wieder einige Häuser zerstört. Sogar die Aufgabe ganz Plittersdorfs wurde erwogen. Erst die Rheinbegradigung durch Johann Gottfried Tulla konnte ab 1818 Plittersdorf hinreichend sichern.
Im November 1944 beging ein Kommando der Gestapo in Plittersdorf ein Massaker an Mitgliedern der Réseau Alliance. Der damalige SS-Sturmbannführer und Gestapo-Chef von Straßburg Helmut Schlierbach gab den Befehl, alle in der Region inhaftierten Mitglieder der französischen Widerstandsgruppe hinzurichten. Die planmäßige Ausführung dieses Mordbefehls wurde später als „Schwarzwälder Blutwoche“ bezeichnet. Zu den Haupttätern gehörten unter anderem Julius Gehrum und Karl Buck, die allein in Plittersdorf gemeinsam mit mindestens zwei weiteren Tätern zwölf Männer erschossen. Bei den Opfern handelte es sich um René Trébouté, Robert Frumin, Jean Sabatier, Jean Ethevenard, Charles Fredin, Maurice Rivet, André Chanson, Daniel Bourgey, André Rérolle, Léon Mury, Étienne Pelletier und Jean Perrache.
Seit der baden-württembergischen Gemeindereform, die hier am 1. April 1972 in Kraft trat, ist Plittersdorf ein Stadtteil des jüngeren Rastatt.

## Rheinfähre Plittersdorf – Seltz

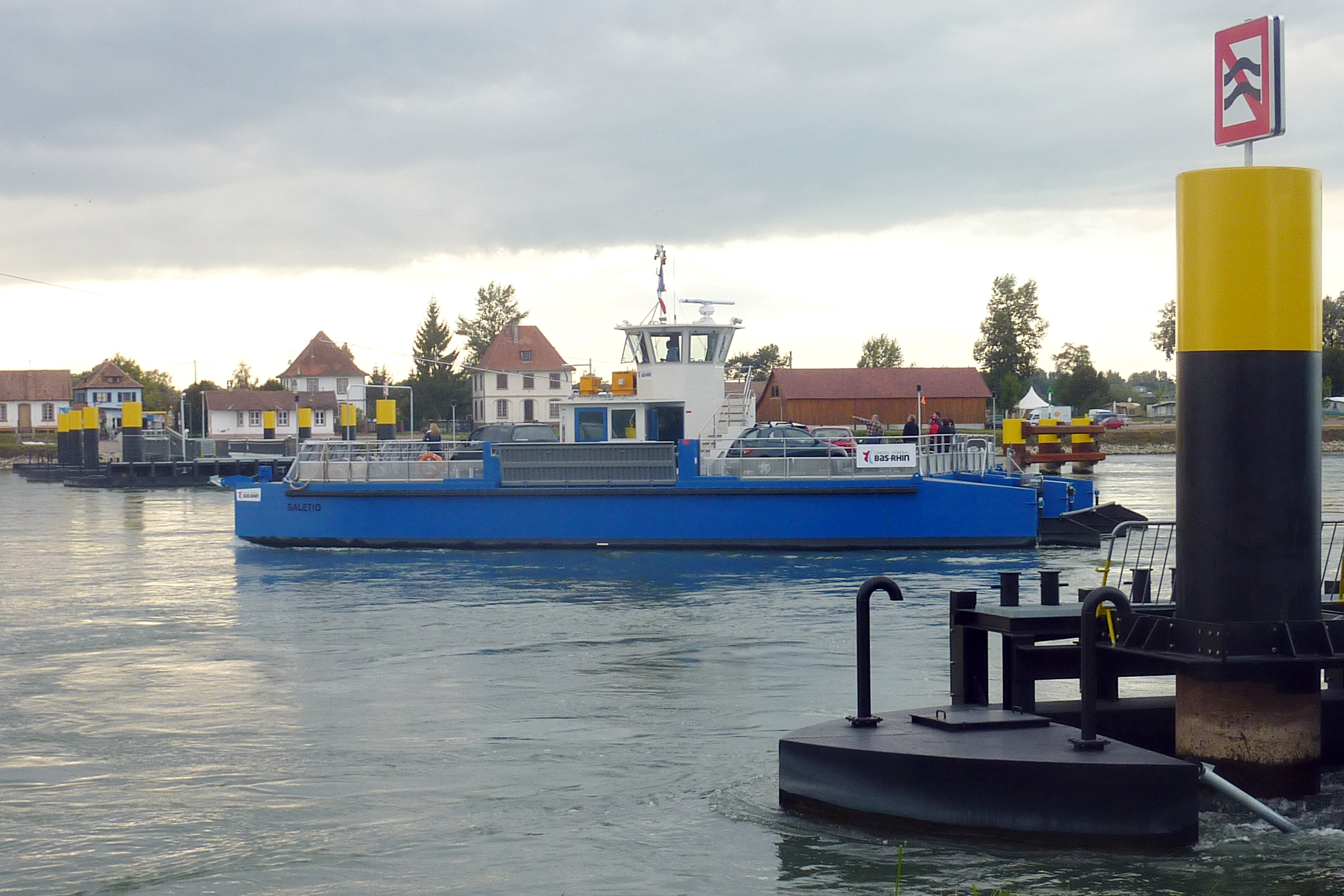
Die neue Rheinfähre bei Plittersdorf (2010).

Plittersdorf ist vor allem durch seine Rheinfähre ins französische Seltz bekannt. Diese Gierseilfähre wird durch die Strömung des Flusses angetrieben, wobei ein über den Rhein gespanntes Seil die Führung übernimmt. Das 2010 in Betrieb genommene Fährschiff Saletio hat Platz für sechs Autos. Eine wesentliche Verkehrsbedeutung hat die Fähre vor allem für Radfahrer und Fußgänger. Die nächsten Straßenübergänge über den Rhein sind stromaufwärts die nahe gelegene Rheinbrücke Wintersdorf und die Staustufe Iffezheim sowie stromabwärts die Rheinbrücke Maxau bei Karlsruhe.

## Pegel Plittersdorf

Pegelhaus Plittersdorf

Seit dem Jahr 1813 gibt es am Rhein eine Wasserstandsmessstelle, die vor allem für das Dorf Plittersdorf und die Schifffahrt große Bedeutung hatte. Durch den Ausbau des Oberrheins, der 1977 mit dem Bau der Staustufe Iffezheim seinen vorläufigen Abschluss fand, hat der Pegel seine ursprüngliche Bedeutung verloren. Für die Bevölkerung ist er aber bei Hochwasser immer noch wichtig. Unter der Telefonnummer 07222-19429 sind die Wasserstände und Abflusswerte jederzeit abrufbar.